# OK Lliga femenina 2009-2010
L'OK Lliga Femenina 2009-10 fou la segona edició de la Lliga espanyola d'hoquei sobre patins. Es disputà des del novembre de 2009 fins al juny de 2010 i fou organitzada per la Federació Espanyola de Patinatge. Hi participaren catorze equips, essent la primera vegada que competiren els equips catalans.
Es proclamà campió el Cerdanyola Club Hoquei, superant per un punt al vigent campió, el Biesca Gijón HC. La jugadora argentina, Luciana Agudo, fou escollida MVP de l'OK Lliga.

## Sistema de competició
La competició es disputà en format de sistema de tots contra tots a doble volta, celebrant-se un partit en camp propi i l'altre en camp contrari, amb un total de vint-i-sis jornades. La classificació final s'establí d'acord amb els punts totals obtinguts per cada equip en finalitzar el campionat. Els equips aconseguiren tres punts per cada partit guanyat, un punt per cada empat i cap punt pels partits perduts. Si en finalitzar el campionat dos equips igualen a punts, els mecanismes per desempatar la classificació són els següents:
1. Qui tingui una major diferència entre gols a favor i en contra segons el resultat dels partits jugats entre ells.
2. Qui tingui la diferència més gran de gols a favor tenint en compte tots els obtinguts i rebuts en el transcurs de la competició.

En finalitzar la temporada, els quatre primers classificats disputaren la Copa d'Europa de la temporada següent, mentre que els dos últims descendiren de categoria.

## Clubs participants
- Club Patín Alcorcón Cat's Best
- Centre d'Esports Arenys de Munt
- Club Hoquei Patins Bigues i Riells
- Cerdanyola Club Hoquei
- Club Patín Claret
- Biesca Gijón Hockey Club
- Igualada Hoquei Club
- Club Patín Mieres
- Club Esportiu Noia Freixenet
- Hockey Santa María del Pilar
- Patí Hoquei Club Sant Cugat
- Sferic Terrassa
- Club Patí Vilanova Mopesa
- Club Patí Voltregà

## Taula de resultats
| Casa \ Fora           | ALC  | ARE  | BIG  | CER  | CLA  | GIJ | IGU  | MIE  | NOI | PIL  | SCG | TER  | VIL  | VOL  |
| --------------------- | ---- | ---- | ---- | ---- | ---- | --- | ---- | ---- | --- | ---- | --- | ---- | ---- | ---- |
| CP Alcorcón           | —    | 4–3  | 4–2  | 1–4  | 10–0 | 3–3 | 3–3  | 8–0  | 2–0 | 12–0 | 5–0 | 1–2  | 1–3  | 4–5  |
| CE Arenys de Munt     | 9–0  | —    | 2–2  | 3–3  | 13–1 | 6–1 | 4–2  | 9–2  | 5–2 | 14–0 | 9–1 | 4–3  | 3–4  | 4–2  |
| CHP Bigues i Riells   | 1–0  | 1–3  | —    | 5–4  | 11–3 | 0–1 | 2–3  | 2–6  | 2–1 | 8–0  | 5–2 | 2–1  | 0–1  | 1–4  |
| Cerdanyola CH         | 5–4  | 7–3  | 9–2  | —    | 11–1 | 2–2 | 9–3  | 10–5 | 7–5 | 13–0 | 3–1 | 7–4  | 5–2  | 4–3  |
| CP Claret             | 2–5  | 2–12 | 1–6  | 3–8  | —    | 3–6 | 0–7  | 6–10 | 3–1 | 4–4  | 1–5 | 3–4  | 2–10 | 1–7  |
| Biesca Gijón HC       | 1–0  | 1–1  | 6–1  | 2–1  | 9–0  | —   | 5–0  | 8–0  | 3–1 | 7–0  | 3–1 | 4–0  | 2–1  | 2–2  |
| Igualada HC           | 1–3  | 3–6  | 1–2  | 0–7  | 12–0 | 1–1 | —    | 4–3  | 4–3 | 2–0  | 2–1 | 4–2  | 1–3  | 1–4  |
| CP Mieres             | 3–11 | 3–10 | 1–9  | 6–10 | 4–2  | 2–7 | 4–3  | —    | 3–3 | 16–1 | 1–5 | 1–4  | 3–5  | 2–8  |
| CE Noia Freixenet     | 5–4  | 0–4  | 3–2  | 4–5  | 5–0  | 1–3 | 3–3  | 4–1  | —   | 12–2 | 3–2 | 1–2  | 1–4  | 0–2  |
| Santa María del Pilar | 0–6  | 0–10 | 0–10 | 1–7  | 3–4  | 0–6 | 0–11 | 4–4  | 0–2 | —    | 1–7 | 0–10 | 0–8  | 0–12 |
| Sant Cugat            | 3–5  | 0–6  | 6–4  | 1–5  | 5–3  | 2–6 | 4–3  | 5–4  | 6–3 | 5–0  | —   | 7–3  | 5–6  | 1–5  |
| Sferic Terrassa       | 4–4  | 2–4  | 2–3  | 3–6  | 7–1  | 2–4 | 0–7  | 3–6  | 6–8 | 3–0  | 1–5 | —    | 2–6  | 0–7  |
| CP Vilanova Mopesa    | 2–2  | 2–5  | 5–1  | 3–3  | 8–0  | 3–3 | 5–2  | 7–2  | 3–0 | 11–1 | 8–2 | 3–0  | —    | 5–3  |
| CP Voltregà           | 4–0  | 3–2  | 4–0  | 1–1  | 12–0 | 1–3 | 6–2  | 16–3 | 5–1 | 11–0 | 9–2 | 5–3  | 2–1  | —    |

## Classificació final
El Cerdanyola CH guanyà el títol a la darrera jornada, després de guanyar al PHC Sant Cugat per 3 a 1. A la classificació final, el club vallesà aconseguí 64 punts, un més que el Biesca Gijón HC. En tercera posició finalitzà CP Voltregà amb 62 punts. També fou l'equip que aconseguí més victòries (20) i el més golejador de la competició (156).
El Cerdanyola CH, el Biesca Gijón HC, el CP Voltregà i el CE Arenys de Munt es classificaren per a participar en la Copa d'Europa de la següent temporada. Descendiren a Primera Divisió el CP Claret i el Santa María del Pilar, mentre que el Girona CH i el Vigo Stick Club ascendiren l'OK Lliga.
| Classificació final | Classificació final    | Classificació final | Classificació final | Classificació final | Classificació final | Classificació final | Classificació final | Classificació final | Classificació final | Classificació final               |
| Pos.                | Club                   | Punts               | PJ                  | PG                  | PE                  | PP                  | GF                  | GC                  | Gav                 |                                   |
| ------------------- | ---------------------- | ------------------- | ------------------- | ------------------- | ------------------- | ------------------- | ------------------- | ------------------- | ------------------- | --------------------------------- |
| 1                   | Cerdanyola CH          | 64                  | 26                  | 20                  | 4                   | 2                   | 156                 | 68                  | 88                  | Classificats per la Copa d'Europa |
| 2                   | Biesca Gijón HC        | 63                  | 26                  | 19                  | 6                   | 1                   | 99                  | 34                  | 65                  | Classificats per la Copa d'Europa |
| 3                   | CP Voltregà            | 62                  | 26                  | 20                  | 2                   | 4                   | 143                 | 43                  | 100                 | Classificats per la Copa d'Europa |
| 4                   | CE Arenys de Munt      | 60                  | 26                  | 19                  | 3                   | 4                   | 154                 | 51                  | 103                 | Classificats per la Copa d'Europa |
| 5                   | CP Vilanova Mopesa     | 60                  | 26                  | 19                  | 3                   | 4                   | 118                 | 51                  | 67                  |                                   |
| 6                   | CP Alcorcón Cat's Best | 40                  | 26                  | 12                  | 4                   | 10                  | 102                 | 65                  | 37                  |                                   |
| 7                   | CHP Bigues i Riells    | 37                  | 26                  | 12                  | 1                   | 13                  | 84                  | 73                  | 11                  |                                   |
| 8                   | Igualada HC            | 33                  | 26                  | 10                  | 3                   | 13                  | 85                  | 80                  | 5                   |                                   |
| 9                   | PHC Sant Cugat         | 33                  | 26                  | 11                  | 0                   | 15                  | 84                  | 103                 | -19                 |                                   |
| 10                  | CE Noia Freixenet      | 26                  | 26                  | 8                   | 2                   | 16                  | 72                  | 83                  | -11                 |                                   |
| 11                  | Sferic Terrassa        | 22                  | 26                  | 7                   | 1                   | 18                  | 73                  | 103                 | -30                 |                                   |
| 12                  | CP Mieres              | 20                  | 26                  | 6                   | 2                   | 18                  | 95                  | 164                 | -69                 |                                   |
| 13                  | CP Claret              | 7                   | 26                  | 2                   | 1                   | 23                  | 46                  | 195                 | -149                | Descendeixen a Primera Divisió    |
| 14                  | Santa María del Pilar  | 2                   | 26                  | 0                   | 2                   | 24                  | 17                  | 215                 | -198                | Descendeixen a Primera Divisió    |

| Campió de l'OK Lliga 2009-10 |
| ---------------------------- |
| Cerdanyola CH Primer títol   |
| MVP                          |
| Luciana Agudo                |